# Goiginger-Kaserne

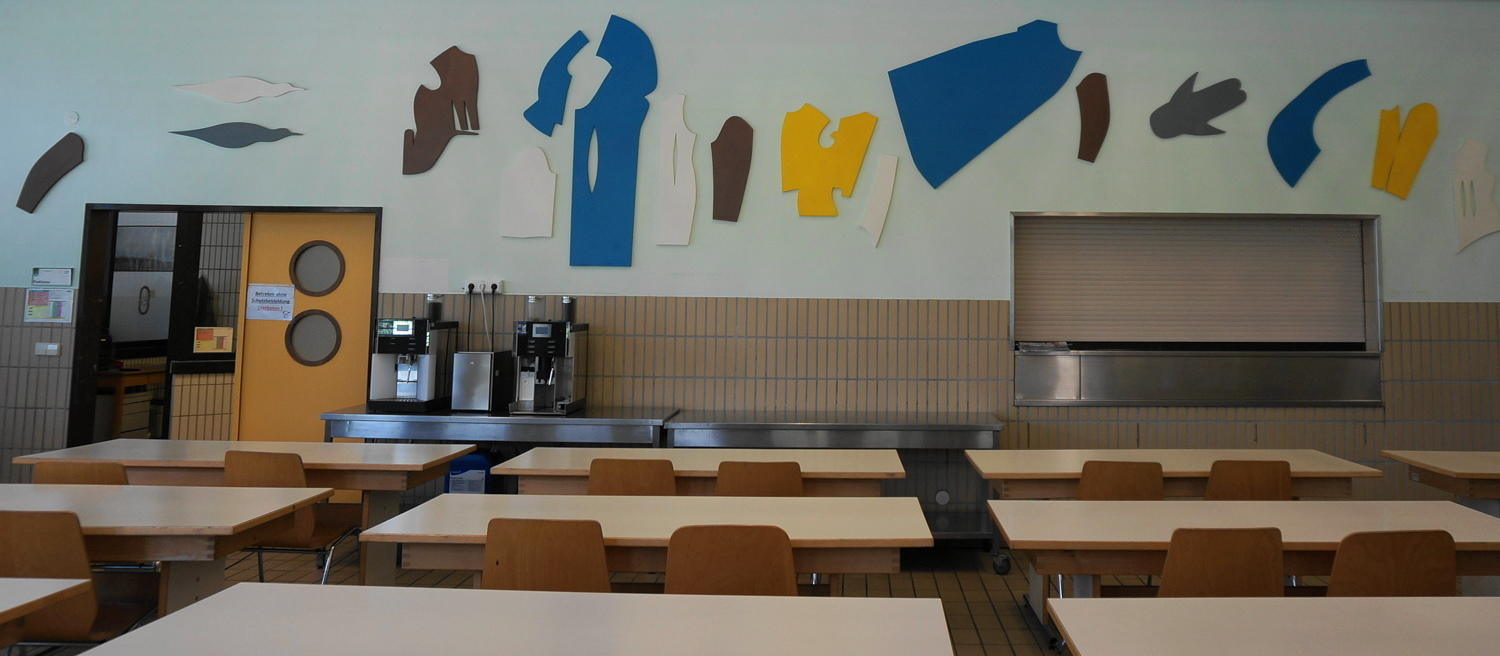
Figurale Tafeln von Reimo Wukounig

Die Goiginger-Kaserne steht an der Loibacher Straße in der Stadtgemeinde Bleiburg im Bezirk Völkermarkt in Kärnten. Die Kunst am Bau steht seit 2017 unter Denkmalschutz (Listeneintrag).

## Geschichte
1955 stellte die Stadtgemeinde ein Ansuchen um die Errichtung einer Kaserne. 1956 besichtigte der Bundesminister Ferdinand Graf mit dem Generaltruppeninspektor Erwin Fussenegger den Standort. 1957 wurde ein Zeltlager errichtet, womit sich der Name Feldhüttenlager Bleiburg entwickelte.
1958 wurde das Feldhüttenlager mit Jungmännern der 3. Kompanie des Feldjägerbataillons 25 besetzt.
1959 wurde das Grundstück von der Gemeinde mit der Auflage innerhalb von fünf Jahren einen Massivbau einer Kaserne zu errichten zur Verfügung gestellt. Diese Frist musste aber um weitere fünf Jahre verlängert werden. Durch die Nichteinhaltung der zweiten Frist musste das Bundesministerium für Landesverteidigung das Grundstück käuflich erwerben.
1979 wurde eine massive Kaserne mit der Kapazität für eine Kompanie errichtet und übergeben. Im 1988 errichteten kreuzförmigen Wirtschaftsgebäude der Kaserne gestalteten im Rahmen der Aktion Kunst am Bau Kiki Kogelnik Stiegenhaus und Aula (I have seen the future) und Reimo Wukounig den Speisesaal.
In der Kaserne ist derzeit die Lehrkompanie vom Stabsbataillon 7 untergebracht.
Das Feldhüttenlager Bleiburg wurde später in Erinnerung an Feldmarschallleutnant Ludwig Goiginger (1863–1931) in Goiginger-Kaserne umbenannt.
Im März 2020 wurde die Kaserne wegen vier COVID-19-Verdachtsfällen gesperrt und eine Quarantäne angeordnet. Im Mai 2020 rückten Milizsoldaten ein.